# Мехи (футболист)
Хонаи Мигель Сантос Эрнандес (исп. Jonay Miguel Santos Hernández; 15 февраля 1979, Маракай, Венесуэла), также известный под прозвищем Мехи (исп. Meji) — венесуэльский футболист, бывший игрок сборной Венесуэлы. Выступал на позициях левого и крайнего левого защитника.

## Клубная карьера
Мехи, окончив академию ФК «Тенерифе», начал играть в соседнем клубе «Универсидад Лас-Пальмас». После профессионального дебюта он сменил несколько клубов, включая «Реал Мадрид Б» и «Оренсе». В 2002 году он впервые перешел в клуб не из Испании — в шотландский «Данди». Он сыграл там три сезона в Премьершипе и два матча Кубка УЕФА — единственный раз, когда Мехи выходил в еврокубках на поле. В сезоне 2003/04 клуб выбыл из Премьершипа, и в 2005 сезоне Хонаи ушел. В период с 2005 по 2007 год он сменил 4 клуба, прежде чем перейти в клуб «Понтеведра». Затем, в 2009 году, он перешел на сезон в «Мелилью», а после в ФК «Леганес». А закончил карьеру Мехи в родном «Тенерифе», наконец-то дебютировав за ее основной состав через 14 лет после ухода из «Тенерифе Б» в 2001 году. Карьеру Мехи закончил в возрасте 33 лет.

## Карьера в сборной
В 2003 году Мехи был вызван в состав сборной Венесуэлы по футболу в первый раз. Первый матч он сыграл 26 июля 2003 года против Нигерии (матч закончился поражением 0:1). Он попал в заявку Венесуэлы на Кубок Америки 2004, сыграл все 3 матча в группе, но не смог помочь команде, заработавшая лишь 1 очко и занявшая последнее место в группе А. Мехи также участвовал в матчах отбора на ЧМ-2006 и на ЧМ-2010. Последний его матч за сборную прошел 9 сентября 2008 года в отборочном турнире на ЧМ-2010 против Парагвая (Венесуэла проиграла в нем 2:0). За все время Мехи сыграл 29 матчей за первую сборную и не забил голов.

## Личная жизнь
Младший брат Хонаи, Дани Эрнандес, тоже футболист и игрок сборной Венесуэлы, играет на позиции вратаря.
Мехи, долго игравший в системе испанских футбольных лиг, получил испанский паспорт.